# Mento asburgico
Il mento asburgico (o mento degli Asburgo, labbro asburgico, labbro degli Asburgo) è una particolare patologia malformativa ereditaria di origine genetica, documentata lungo i secoli, presente in molti membri della Casa d'Asburgo. Si tratta di una forma di progenismo, situazione in cui la mandibola sporge rispetto alla mascella, a cui consegue un combaciare difettoso delle arcate dentali con conseguente malocclusione, difficoltà masticatorie e problemi fonetici.

## Storia
Due terzi dei membri della Casa d'Asburgo presentarono, per più di sette secoli, il cosiddetto mento asburgico. Questa malformazione genetica fu comune a molte altre famiglie reali europee, dal momento che esse erano quasi sempre imparentate fra loro. La caratteristica, alquanto evidente negli Asburgo, fu motivata dal fatto che la dinastia tendeva a imparentarsi al proprio interno, mantenendo così il difetto nel corso dei secoli. Il mento asburgico è facilmente rintracciabile nei ritratti della famiglia e ha permesso agli studiosi diverse ricerche genetiche sul casato.
Sull'origine di tale caratteristica esistono diverse teorie. Alcune indicano Rodolfo I d'Asburgo (1218-1291) come prima persona affetta da tale patologia. Altre invece fanno risalire il mento asburgico ad Alberto II d'Asburgo (1391-1439), pronipote di Rodolfo I. Una terza teoria vede in Cimburga di Masovia, madre dell'imperatore Federico III d'Asburgo, la portatrice di tale caratteristica, la quale la ereditò dalla famiglia polacca dei Piast, suoi antenati. La deformazione del mento, infatti, è chiaramente visibile sulle sculture delle tombe dei Piast a Varsavia.
Secondo altri, invece, il mento asburgico si tramandò da Giovanna di Ferrette (1300-1351), moglie di Alberto II lo Sciancato (1298-1358). La coppia ebbe quattro figli: Rodolfo IV d'Asburgo, Margherita, Alberto III e Leopoldo III. Il cranio di Rodolfo IV d'Asburgo presenta la caratteristica in questione. Il suo matrimonio non ebbe figli, così come non ne ebbe quello della sorella Margherita. Fra i discendenti di Alberto III d'Asburgo affetti da progenismo c'è Alberto II d'Asburgo.
I membri della cosiddetta linea leopoldina (i discendenti di Leopoldo III) presentano anch'essi il mento asburgico, come Massimiliano I d'Asburgo, Filippo I di Castiglia, Carlo V d'Asburgo, Ferdinando I d'Asburgo, Leopoldo I d'Asburgo e Filippo IV di Spagna. Anche Anna d'Austria, moglie di Luigi XIII di Francia, Maria Antonietta, moglie di Luigi XVI di Francia, e la sua pronipote Maria Luisa d'Asburgo-Lorena, moglie di Napoleone Bonaparte, presentarono forme lievi di mento asburgico, che però non venne ereditato dai loro discendenti. La forma più grave di questa caratteristica si manifestò in Carlo II di Spagna, la cui mandibola era talmente avanzata da impedirgli di masticare.
Il mento asburgico si manifestò anche nella famiglia de' Medici, i cui membri lo ereditarono da Maria Maddalena d'Austria, moglie di Cosimo II de' Medici, e nei Braganza, dove l'imperatore Pietro II del Brasile, discendente diretto degli Asburgo per parte materna e indiretto per parte paterna, presentava una variante più lieve della deformità.
Nel XX secolo, grazie alla fine dei matrimoni fra consanguinei, il mento asburgico iniziò a essere più raro fra i membri della Casa d'Asburgo. L'ultimo sovrano affetto da tale patologia, anche se in forma lieve, fu Alfonso XIII di Spagna, il quale la ereditò dalla madre, Maria Cristina d'Asburgo. I suoi discendenti, fino a Juan Carlos I di Spagna, non presentano più il mento asburgico, anche se una certa robustezza della mandibola, in forma meno palese, è comunque rimasta.
Nel tempo, a forza di rappresentarla nei ritratti, la mandibola sporgente divenne quasi un tratto caratteristico nello stereotipo di condottieri e dittatori, basti pensare alla mandibola volitiva di Benito Mussolini.

## Galleria d'immagini
Di seguito un elenco, non esaustivo, di membri di famiglie nobili europee affetti da mento asburgico.

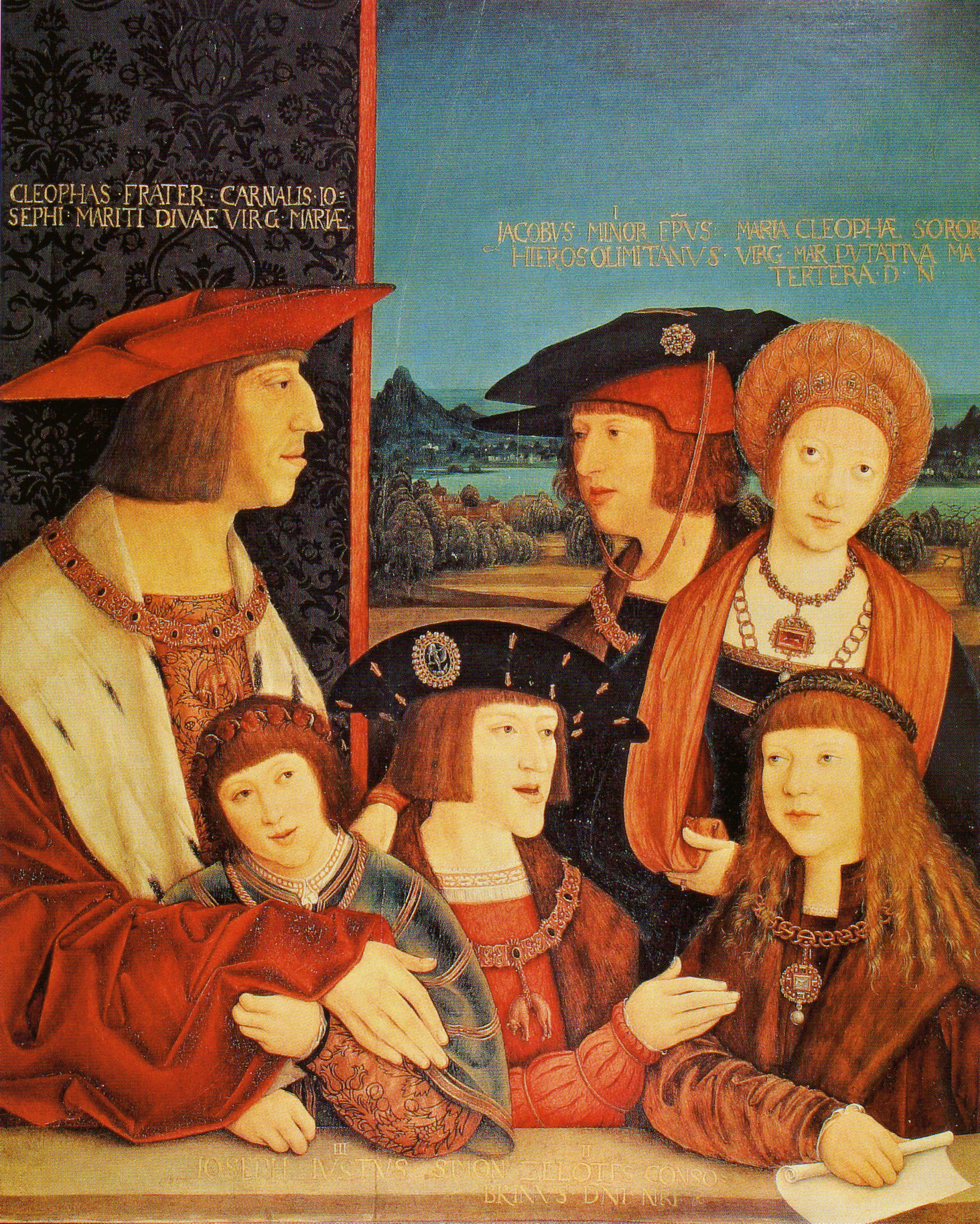
Massimiliano I d'Asburgo e la sua famiglia.
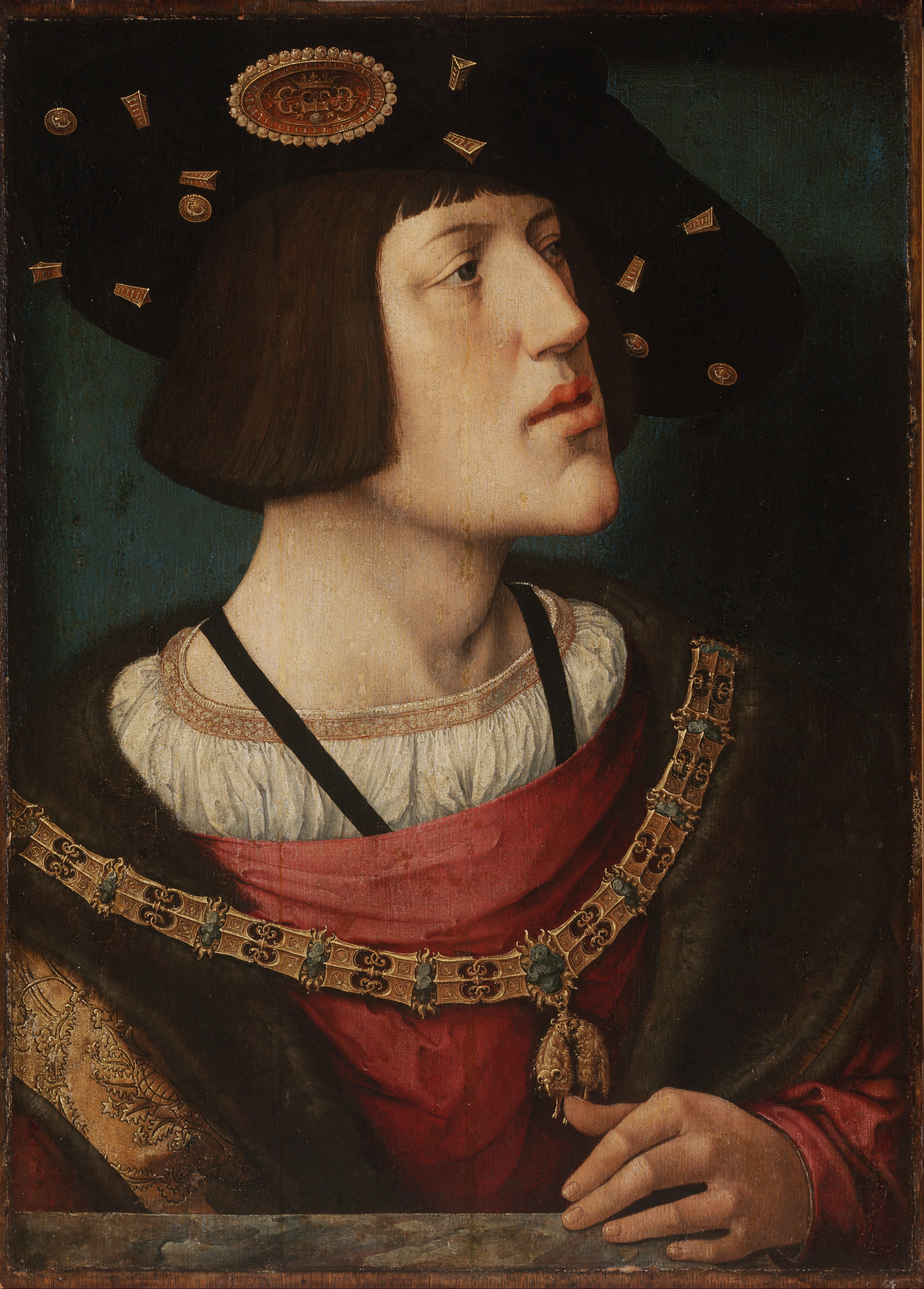
Carlo V d'Asburgo.
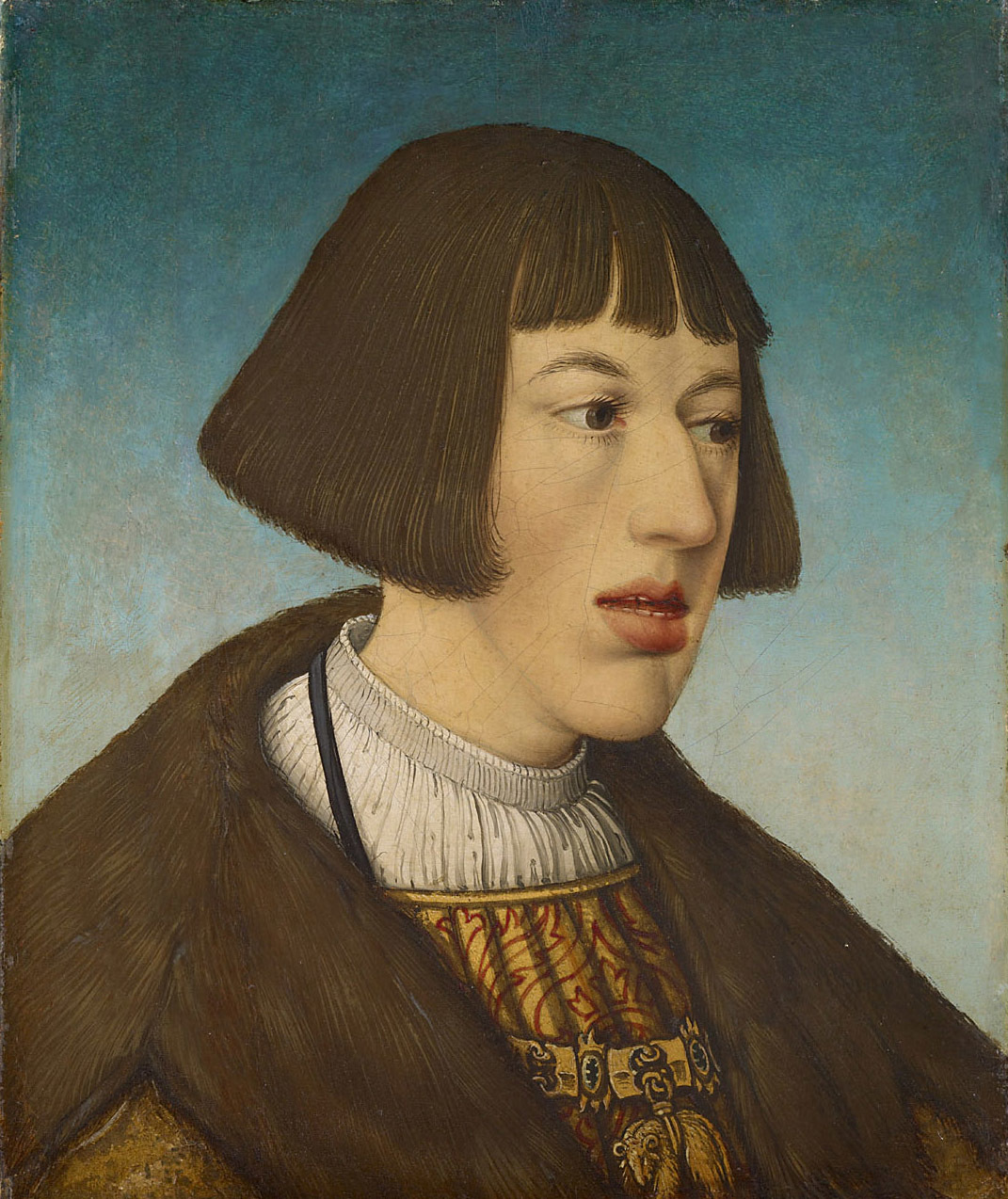
Ferdinando I d'Asburgo.
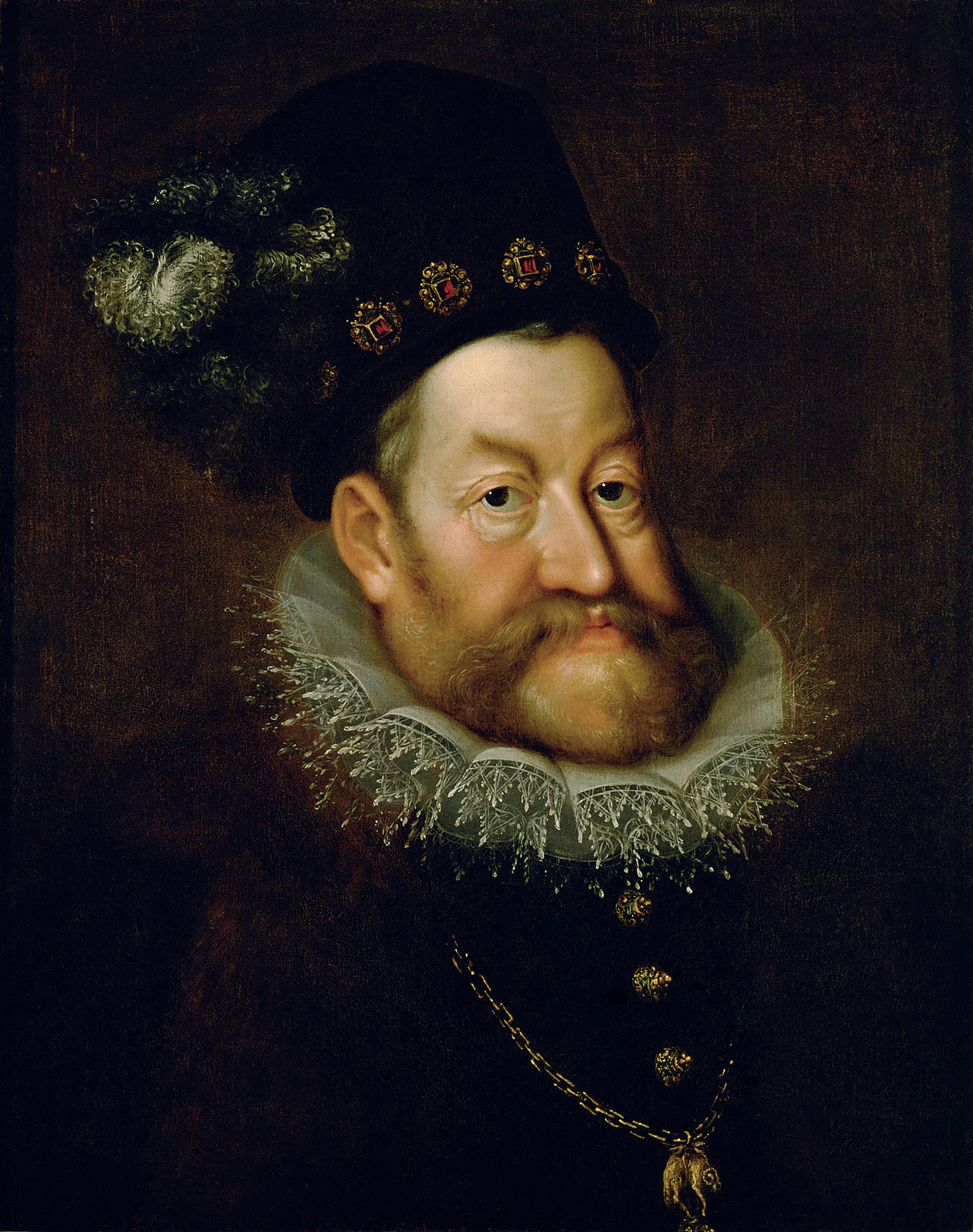
Rodolfo II d'Asburgo.
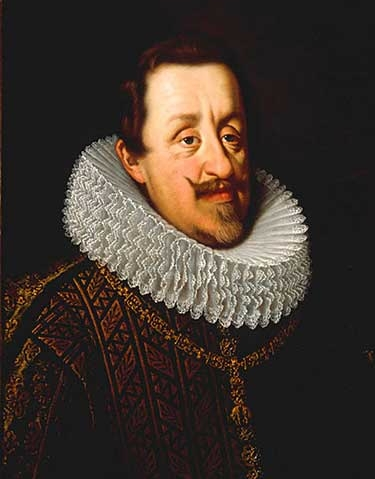
Ferdinando II d'Asburgo.
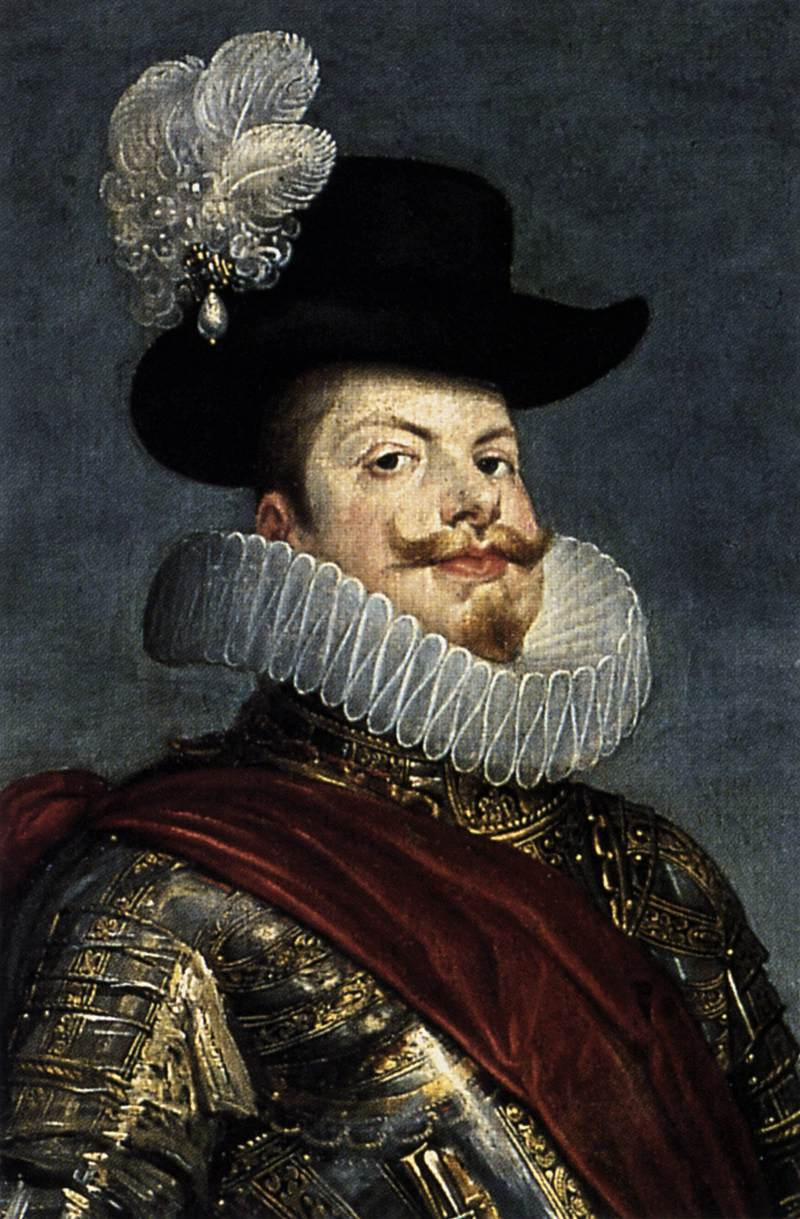
Filippo III di Spagna.
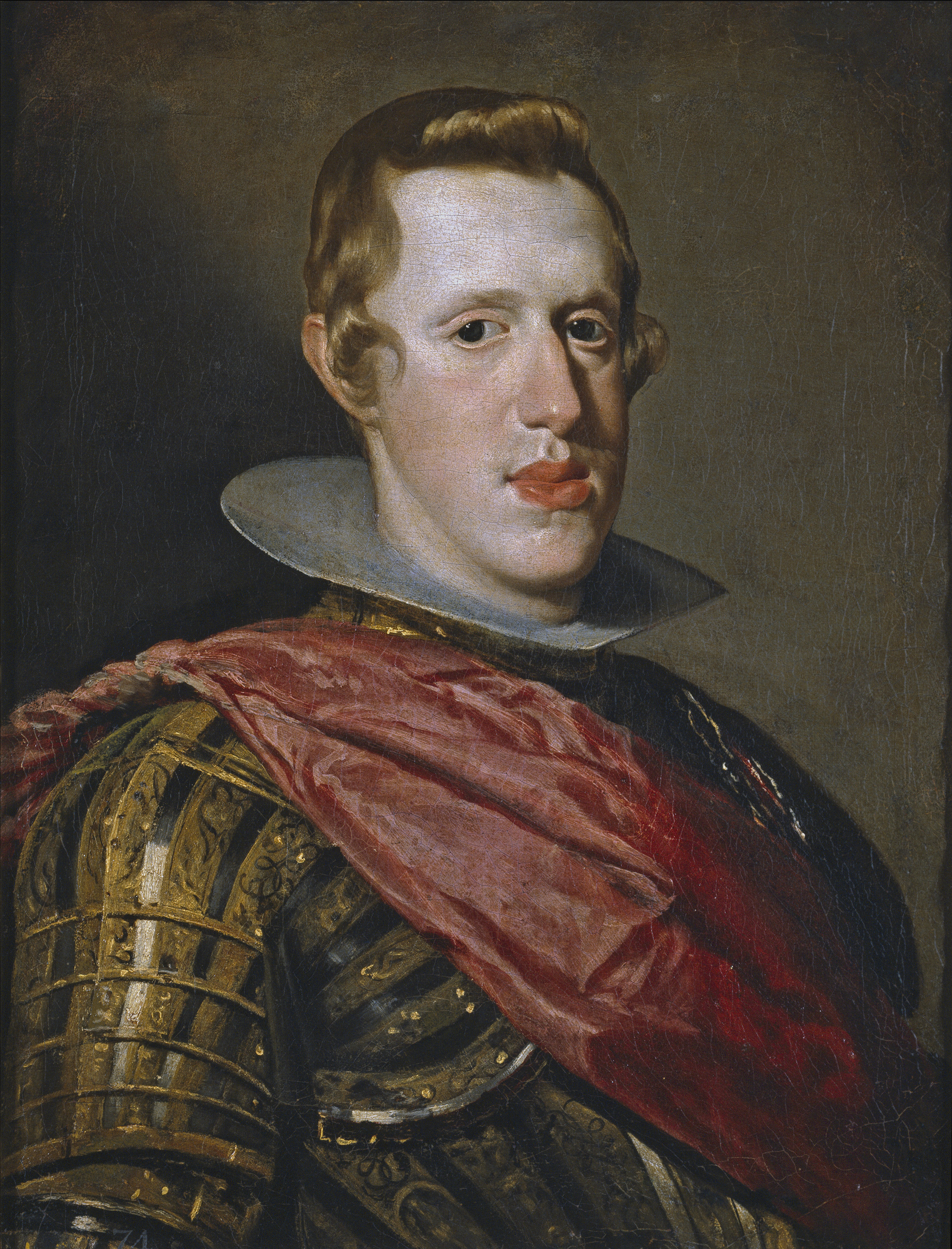
Filippo IV di Spagna.
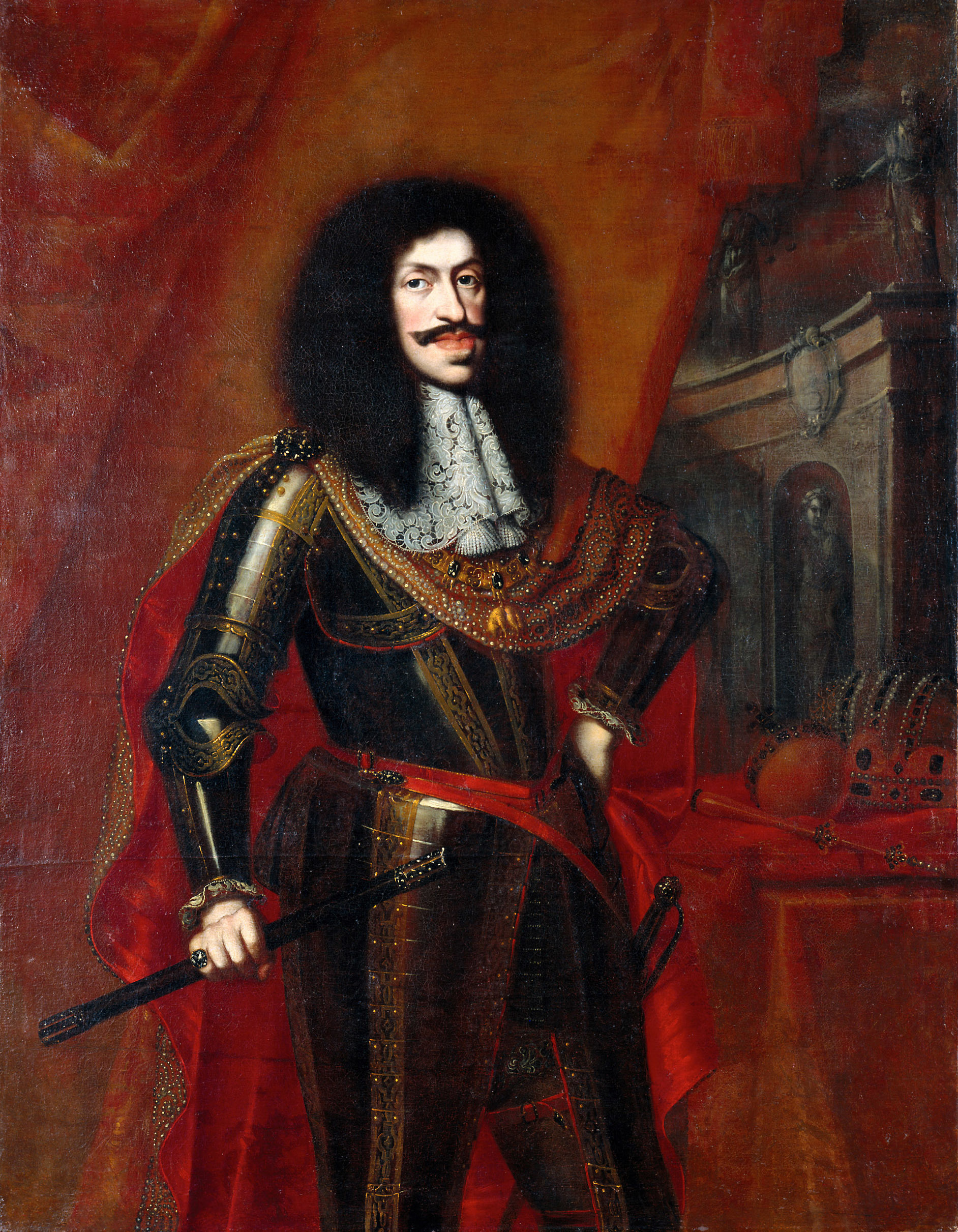
Leopoldo I d'Asburgo.
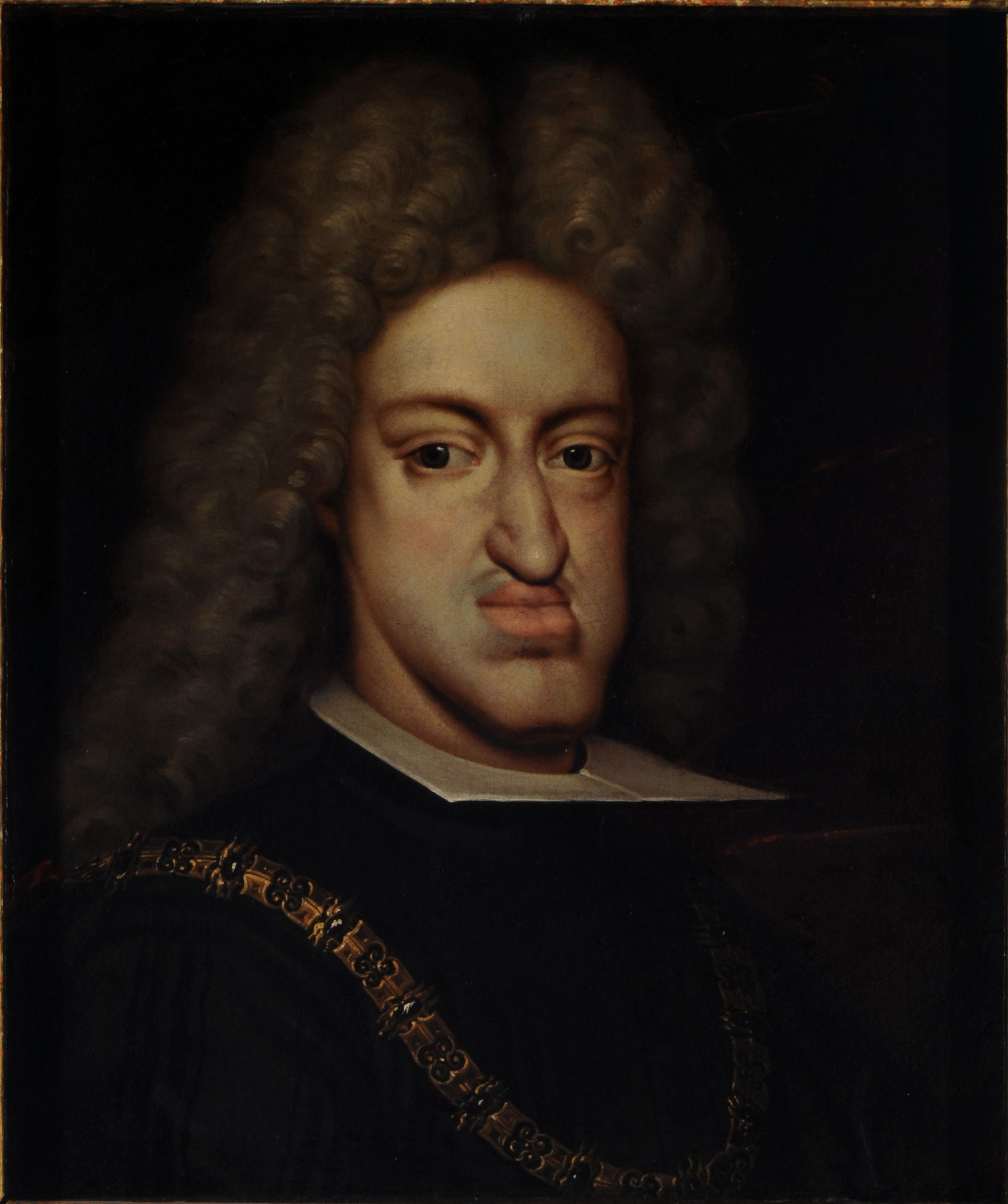
Carlo II di Spagna.
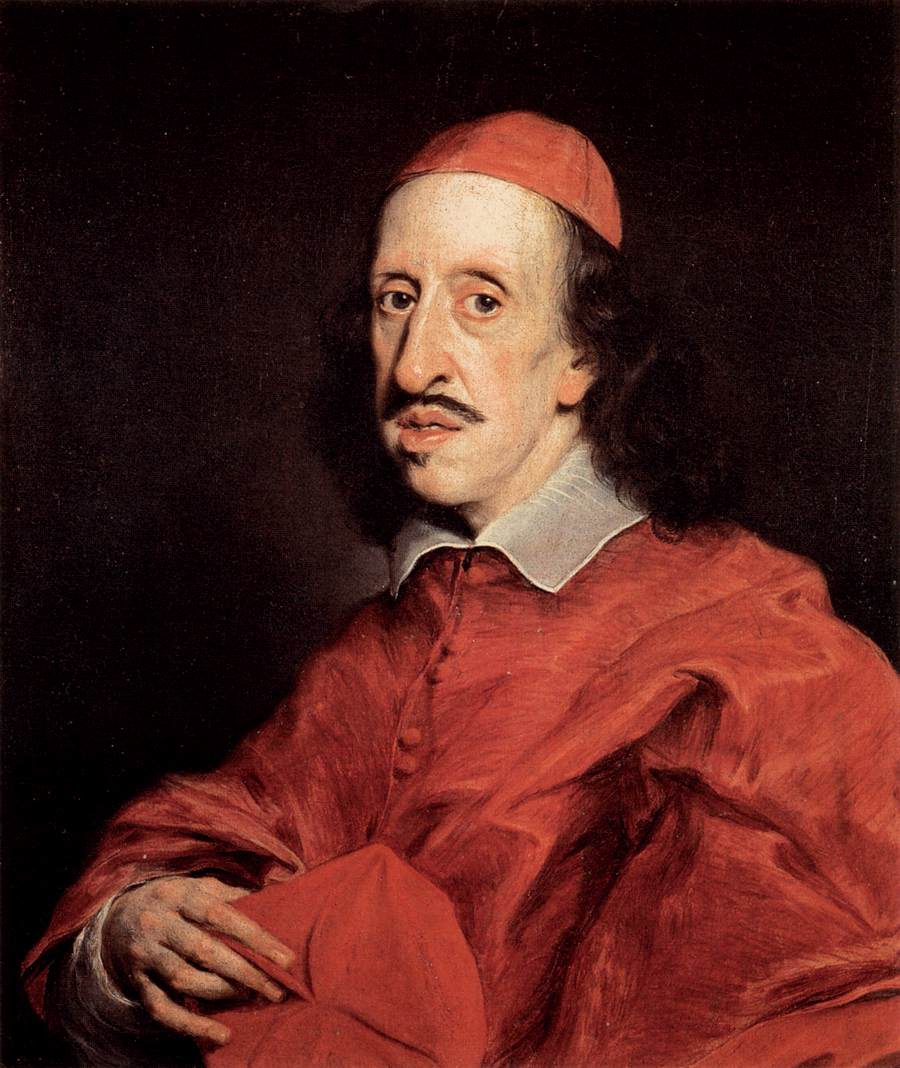
Leopoldo de' Medici.
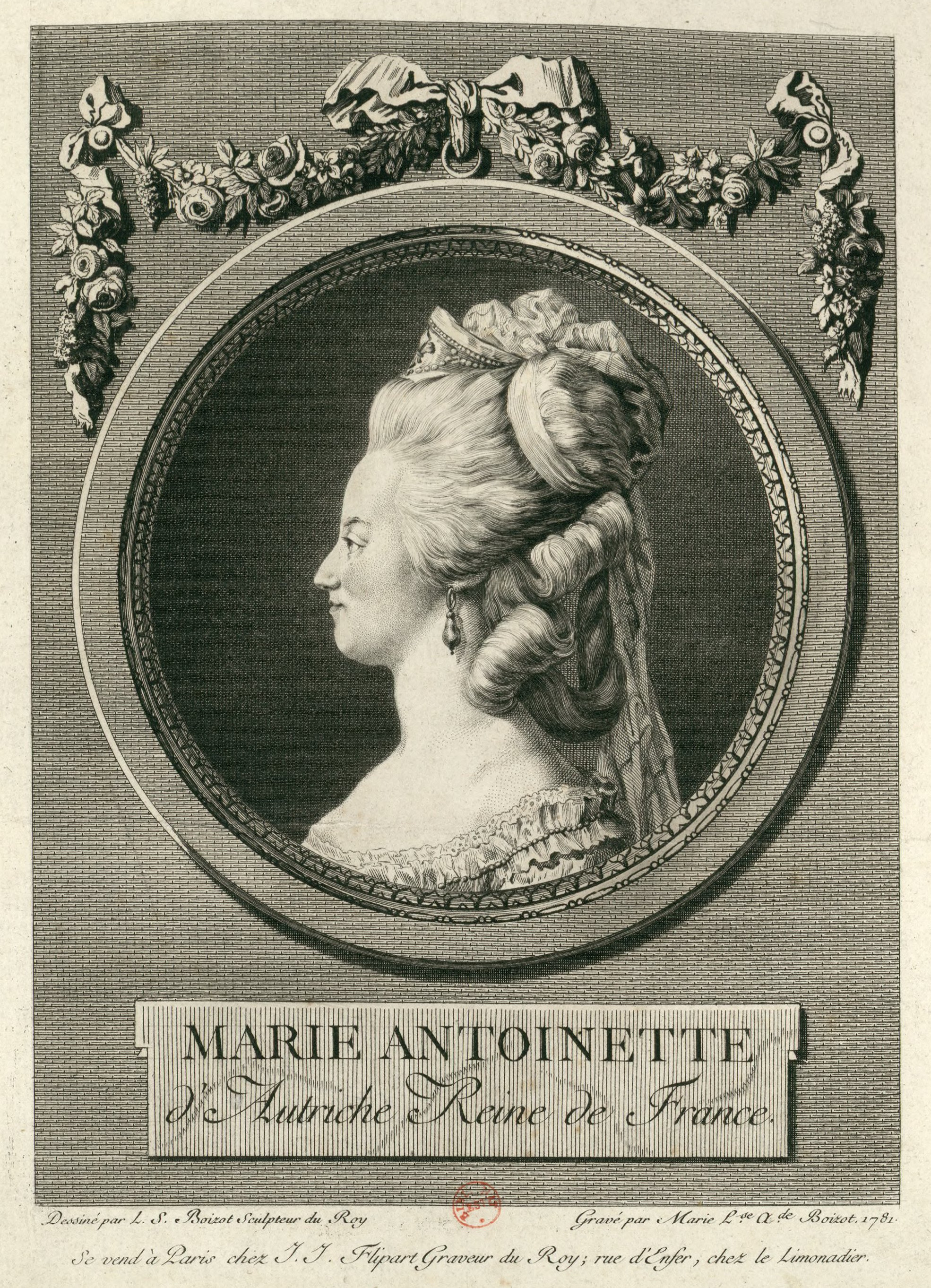
Maria Antonietta di Francia.
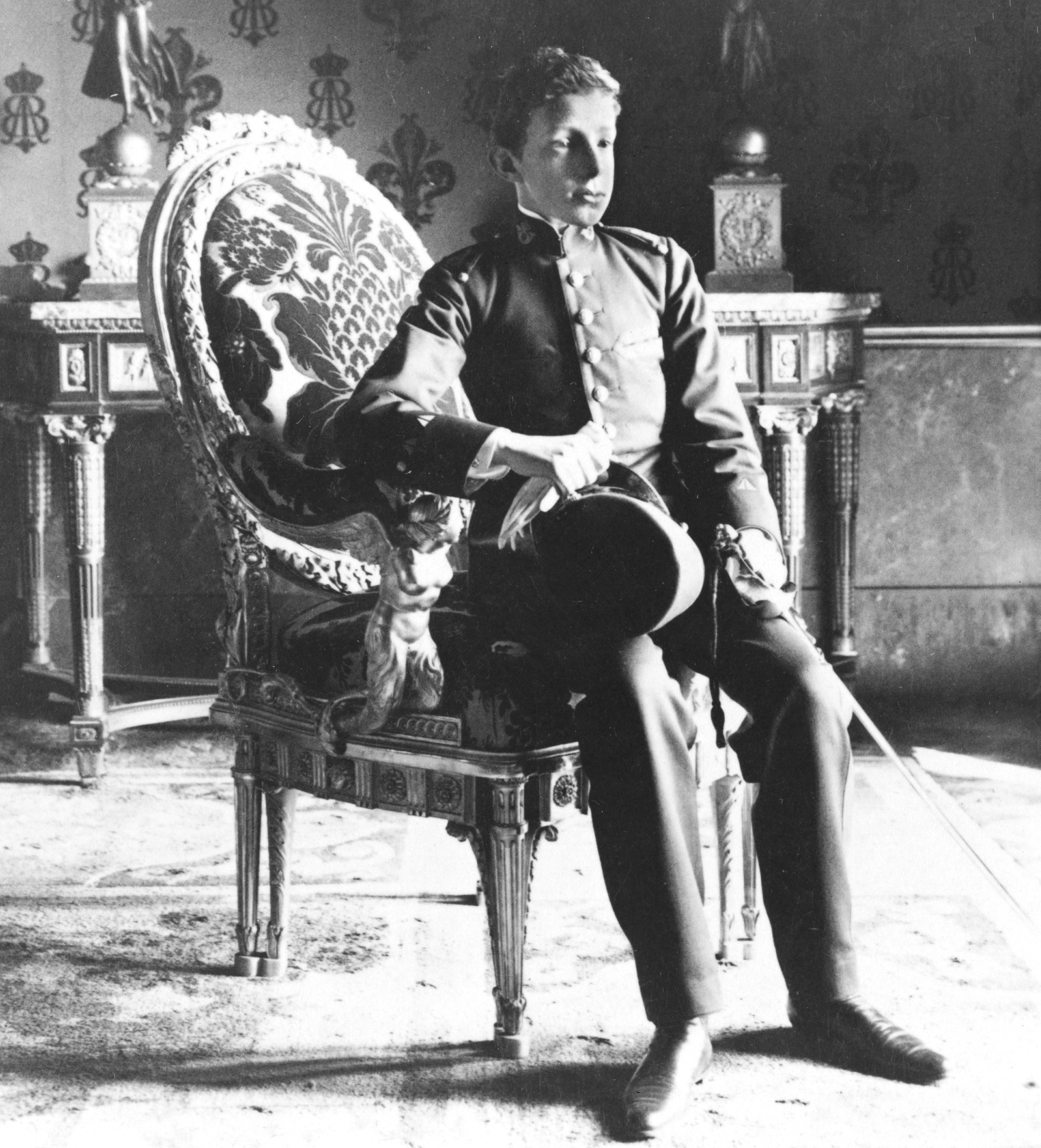
Alfonso XIII di Spagna.